# Sumitomo Mitsui Construction
Sumitomo Mitsui Construction (яп. 三井住友建設株式会社) — глобальна будівельна компанія. Входить до кейрецу Sumitomo Group.

## Історія
Історію компанії можна простежувати, починаючи з XVII століття, з початку діяльності груп Sumitomo і Mitsui, але роком початку діяльності прийнято вважати 1887, коли в рамках Mitsui було виділено будівельний підрозділ під назвою Nishimoto-Gumi. Ця компанія була акціонована в 1934 році як Nishimoto-Gumi Joint-Stock Co., Ltd. Назва кілька разів змінювалося, поки в 1952 році не було змінено на Mitsui Construction Co., Ltd.
Будівельний підрозділ групи Sumitomo було виділено в 30-х роках XX століття і до 1962 було оформлено в Sumitomo Construction Co., Ltd.
В 2003 Mitsui Construction Co., Ltd. і Sumitomo Construction Co., Ltd. були об'єднані в Sumitomo Mitsui Construction Co., Ltd.

## Сьогодення компанії
На сьогоднішній день Sumitomo Mitsui Construction є глобальною будівельною компанією, діяльність якої крім Японії зосереджена в Китаї, США, Кенії, Індонезії, Сінгапурі, Індії та деяких інших країнах.
Компанія будує, крім житлових і комерційних будівель, виробничі об'єкти, автомобільні дороги і залізницю, мости, тунелі, електростанції, реставрує історичні будівлі та багато іншого.